# Kotłów
Kotłów – wieś w Polsce, w województwie wielkopolskim, w powiecie ostrzeszowskim, w gminie Mikstat. Leży nad Baryczą, około 25 km na południe od Kalisza.

## Części wsi
| SIMC    | Nazwa        | Rodzaj    |
| ------- | ------------ | --------- |
| 0203980 | Dwór         | część wsi |
| 0203996 | Kabaś        | część wsi |
| 0204004 | Kędziory     | część wsi |
| 0204010 | Kozaki       | część wsi |
| 0204027 | Niewrzędzkie | część wsi |
| 0204033 | Pustkowie    | część wsi |
| 0204040 | Roguszna     | część wsi |
| 0204056 | Wąstry       | część wsi |

## Historia
Miejscowość historycznie należy do ziemi wieluńskiej oraz pierwotnie związana była z Wielkopolską oraz z Dolnym Śląskiem. Ma metrykę średniowieczną i istnieje od XII wieku. Wymieniona pierwszy raz w dokumencie zapisanym po łacinie w 1203 pod nazwami „Cotlov, Cotlowo” .
Pierwsze historyczne doniesienia o wsi pochodzą z lat 1108 oraz 1148 kiedy kościół miał tu zbudować Piotr Włostowic. Pośrednia wzmianka o kościele w Kotłowie pochodzi z 1203 i związana jest z osobą proboszcza lub kanonika Mikołaja z Kotłowa. W 1266 miejscowość leżała w okręgu kotłowskim, obejmującym 33 wsie, pokrywał się na ogół z późniejszym powiatem ostrzeszowskim.Początkowo wieś należała do króla, później do biskupów wrocławskich. Wsie okręgu kotłowskiego dawały dziesięcinę biskupowi wrocławskiemu. W 1457 król Kazimierz IV Jagiellończyk przekazał Kotłów klasztorowi kanoników regularnych w Kaliszu. W 1564 była wsią królewską i leżała w starostwie grabowskim. Mieszkało w niej 5 kmieci gospodarujących na 5 łanach, którzy płacili czynsz po jednym florenie, 6 groszach oraz w naturze. Zobowiązani byli również do robocizny 2 dni w tygodniu. karczmarz natomiast dawał z roli 26 groszy i odrabiał jeden dzień. We wsi był folwark, 3 młyniki. Gonciarze dawali co 10 kopę do zamku. We wsi znajdują się pozostałości po piecach hutniczych .
W końcu XVI wieku w okresie Rzeczypospolitej Obojga Narodów miejscowość była wsią królewską leżącą w tenucie grabowskiej w powiecie ostrzeszowskim województwa sieradzkiego. W 1634 wieś była siedzibą parafii Kotłów w dekanacie ostrzeszowskim .
Przed 1934 wieś należała do powiatu kępińskiego, w latach 1934–1955 do powiatu ostrowskiego, w latach 1975–1998 do województwa kaliskiego, a w latach 1955–1975 i od 1999 do powiatu ostrzeszowskiego.
We wsi znajduje się rzymskokatolicki kościół Narodzenia Najświętszej Maryi Panny, a także polskokatolicka prokatedra Narodzenia Najświętszej Maryi Panny. Spowodowane jest to mającym miejsce na przełomie lat 60. i 70. XX w. rozłamem, w wyniku którego około 2000 parafian przynależy do parafii polskokatolickiej, natomiast tylko około 700 do parafii rzymskokatolickiej. Powodem rozłamu była osoba ówczesnego wikariusza, Zygmunta Koralewskiego. Część wiernych chciała, by został on następcą zmarłego proboszcza, natomiast władze kościelne skierowały go do jednej z parafii poznańskich. Większa część popierająca wikariusza przeszła wraz z nim do Kościoła polskokatolickiego. Obecnie obie strony przyznają, że było to niepotrzebne. Początkowa niezgoda i nienawiść zmieniły się w pokojowe współżycie sąsiedzkie. Rodziny spotykają się ze sobą i rozmawiają, choć w niedzielę chodzą do różnych kościołów.